# Abborrtjärnen (Råneå socken, Norrbotten, 734968-178962)
Abborrtjärnen är en sjö i Bodens kommun i Norrbotten och ingår i Vitåns huvudavrinningsområde.